# Perro de agua

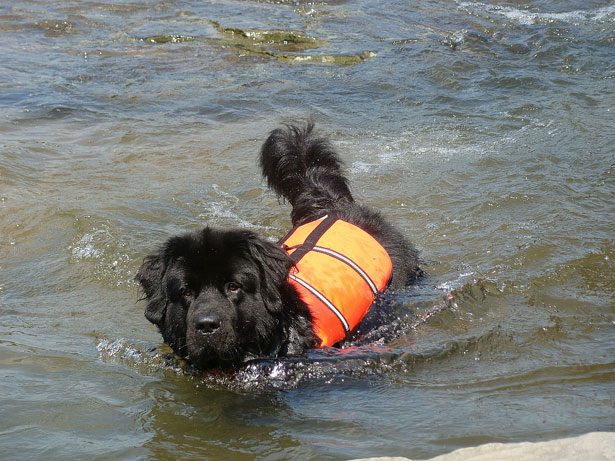
perro de rescate acuático de la raza Terranova (inglés: Newfoundland)

Los perros de agua son un grupo de razas caninas de tamaño mediano y con pelo de consistencia lanoso y rizado, bastante corpulentos (en gran medida por la densidad de su pelaje).

## Descripción
Los perros de agua suelen ser perros medianos y activos, su característica más distintiva es su pelaje impermeable y denso y su gran deseo de nadar. 
Tradicionalmente, a muchas razas de perros de agua de pelo largo se les recorta el pelaje dejándose desnudos la parte media y los cuartos traseros, para ayudarles a nadar reduciendo la resistencia, al mismo tiempo conservando un pelaje largo alrededor del torso para evitar el choque térmico cuando saltan al agua helada. Este clásico recorte se sigue viendo en las exposiciones caninas y algunas razas, como los poodles, por lo que conservan una variación de este recorte.

## Historia de los perros de agua
El término "perro de agua" refiere a un tipo de perro antiguo, utilizado por los marineros de antaño para recuperar objetos perdidos por la borda, así como para pasar mensajes entre los barcos (mensajero). Eran conocidos en la Antigua Roma, ya que los romanos les llamaban "perros leones" por su distintivo pelaje.
Además de su función marinera, en la Europa medieval los perros de agua fueron utilizados por los cazadores para recuperar los patos del agua que habían sido abatidos con arcos y flechas, así como recuperar las flechas y virotes que no daban al blanco.
Los perros de agua continuaron viéndose a bordo de los barcos hasta los tiempos modernos, algunos llegando a ser íconos durante la Segunda Guerra Mundial, como el perro de la raza San Bernardo llamado Bamse de la marina de Noruega. 

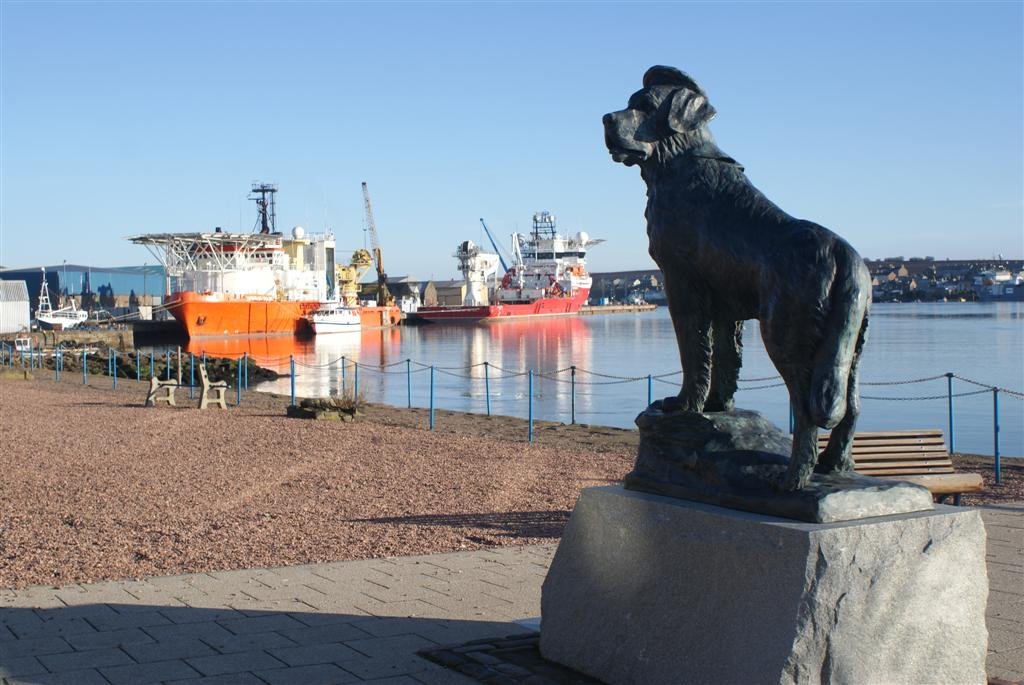
Estatua de Bamse
(1937-1944) en Montrose (Angus), perro militar que sirvió a la Armada Real de Noruega.

Los perros de agua estaban presentes en la Armada Española y todavía se les podía ver hasta el siglo XX a bordo de los barcos pesqueros, sobre todo en las aguas de España y Portugal. Con la invención de las armas de fuego modernas, desapareció parcialmente la necesidad de que los perros recuperasen las flechas y muchas de las razas europeas de perros de agua pasaron a ser predominantemente ornamentales, como el poodle o caniche, mientras que otras se adaptaron a los perros de caza modernos, como el Wetterhoun. Se cree que los perros de agua se utilizaron, junto con otros tipos, en la cría de la mayoría de las razas modernas de perros retriever o cobradores.

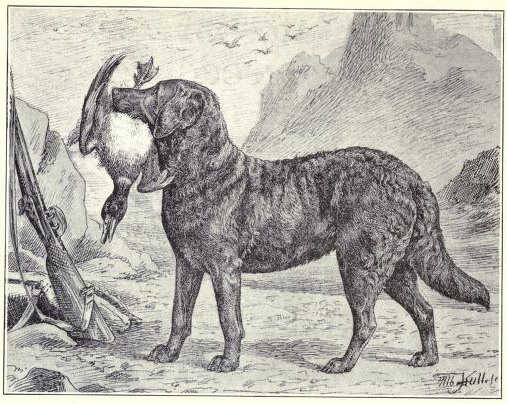
Retriever de Chesapeake con un pato recuperado por él mismo en el año 1915.

## Lista de razas de perros de agua del mundo
Se consideran razas de perros de agua:
| Raza                         | Nombre(s) alternativos                                                | País de origen              | Imagen |
| ---------------------------- | --------------------------------------------------------------------- | --------------------------- | ------ |
| Terranova                    | Terranova o Newfoundland                                              | Bandera de Canadá           |        |
| Perro de agua americano      | American Brown Spaniel & American Brown Water Spaniel                 | Bandera de Estados Unidos   |        |
| Barbet                       | Perro de agua francés                                                 | Bandera de Francia          |        |
| Perro de agua cantábrico     | Perro de agua cantábrico, Perro de lanas & Merlucero                  | Bandera de España           |        |
| English Water Spaniel †      | Water Dog & Water Rug                                                 | Bandera de Inglaterra       |        |
| Perro de agua irlandés       | Whiptail, Shannon Spaniel, Rat Tail Spaniel & Bog Dog                 | Bandera de Irlanda          |        |
| Lagotto Romagnolo            | Perro de agua de Romagna                                              | Bandera de Italia           |        |
| Poodle                       | Pudelhund y Caniche                                                   | ,                           |        |
| Poodle                       | Pudelhund y Caniche                                                   | ,                           |        |
| Perro de agua portugués      | Perro de agua portugués, Cão de Água Português & Cão de Água Algarvio | Bandera de Portugal         |        |
| Pudelpointer ‡               |                                                                       | Bandera de Alemania         |        |
| Perro de agua español        | Perro de agua Español                                                 | Bandera de España           |        |
| Tweed Water Spaniel †        | Tweed Spaniel & Ladykirk Spaniel                                      | Bandera de Inglaterra       |        |
| Perro de agua frisón         | Otterhoun & Dutch Spaniel                                             | Bandera de los Países Bajos |        |
| Perro de agua de Moscú †     | Cobrador de Moscú, Buceador de Moscú                                  | Bandera de Rusia            |        |
| Perro de aguas de San Juan † | St. John's water dog                                                  | Bandera de Canadá           |        |
| Otterhound                   | Rastreador de nutrias                                                 | Bandera de Inglaterra       |        |
| Spaniel de Pont-Audemère     | el pequeño payaso de los pantanos, Epagneul du Pont-Audemère          | Bandera de Francia          |        |
| Retriever de Chesapeake      | Retriever de la bahía de Chesapeake                                   | Bandera de Estados Unidos   |        |
| Retriever de pelo rizado     | rizado                                                                | Bandera de Inglaterra       |        |
| Leonberger                   | Leonberger                                                            | Bandera de Alemania         |        |
| Retriever de Nueva Escocia   | Retriever de Nueva Escocia                                            | Bandera de Canadá           |        |
| Labrador retriever           | Labrador                                                              | Bandera de Canadá           |        |
| Golden retriever             | Golden                                                                | Bandera de Escocia          |        |

* A menudo considerado: retriever (perro cobrador) puro
† Raza extinta
‡ A menudo considerado: perro de caza versátil

## Razas de perros de agua

### El perro de agua irlandés
Es la raza más antigua de perros de agua.

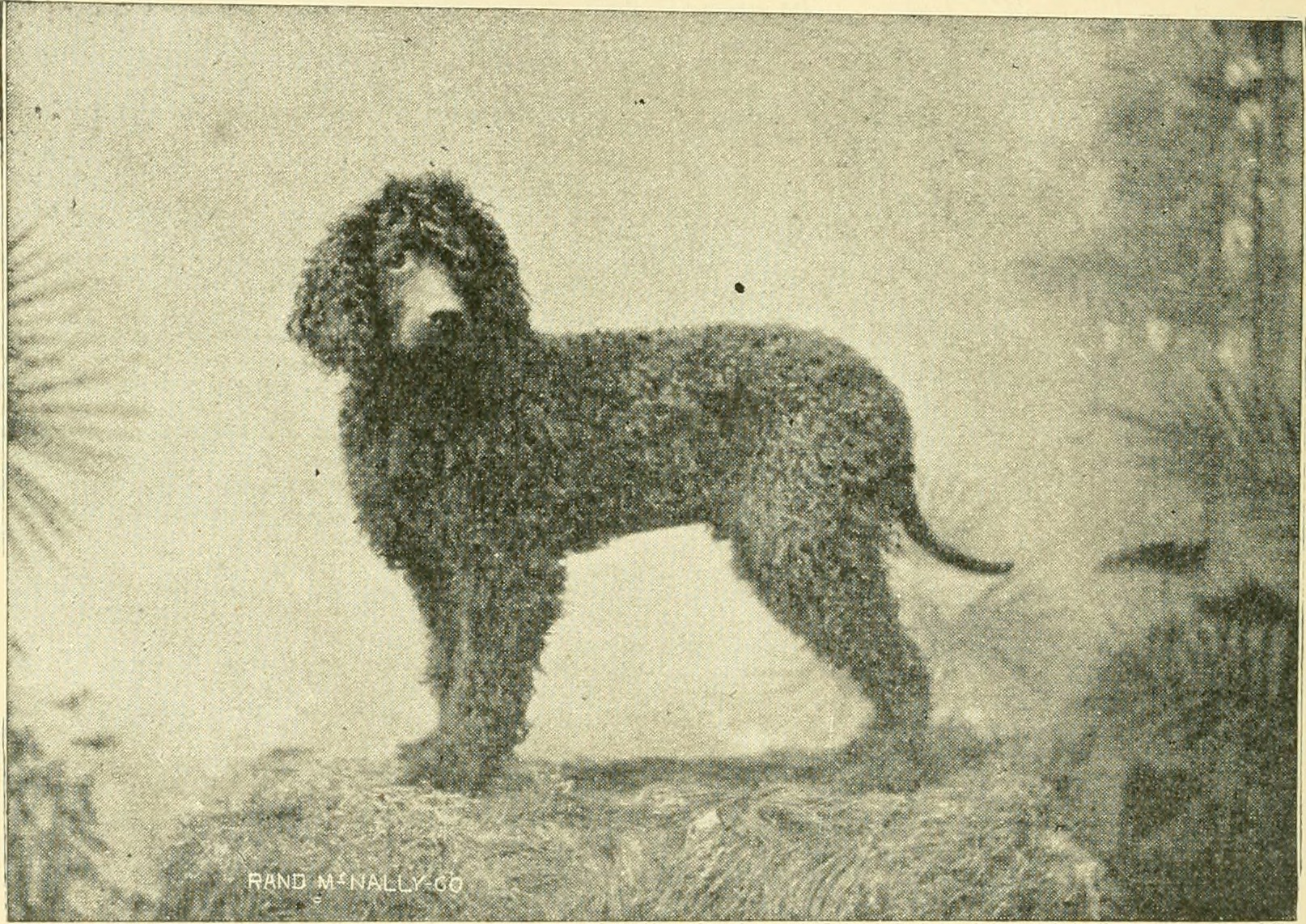
Perro de agua irlandés (1891)

### Terranova
Los perros de la raza Terranova tienen huesos extremadamente grandes, por lo que son perros pesados, mientras que su gran musculatura les da la fuerza necesaria para enfrentarse a las agitadas olas del mar y a las potentes mareas. Los Terranova tienen una enorme capacidad pulmonar para nadar distancias extremadamente largas y pelaje grueso doble, aceitoso e impermeable que les protege del frío de las aguas heladas.

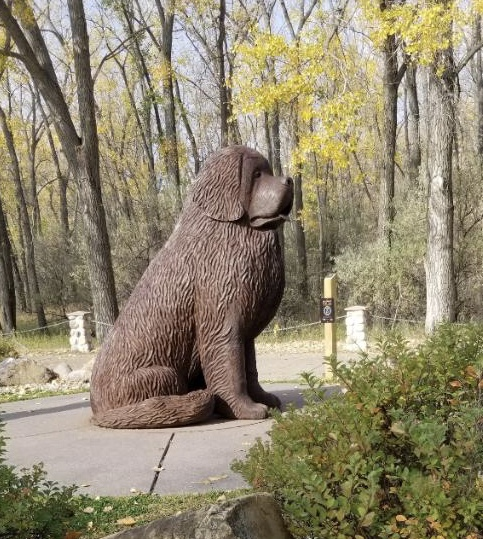
Estatua del perro Terranova llamado Seaman, miembro que sirvió a la Expedición Lewis y Clark entre los años 1803 y 1806.

### El perro de agua español
El perro de agua español, de la raza Perro de Agua Español (PDAE), es también llamado turco andaluz. Los nombres varían con la zona geográfica, siendo conocido en el Sur de España con los nombres de turco andaluz, laneto, perro de lanas, lanudo y patero. Suelen medir entre 40 y 50 cm, y debajo de ese manto rizado se esconde un cuerpo fuerte, compacto y atlético. 

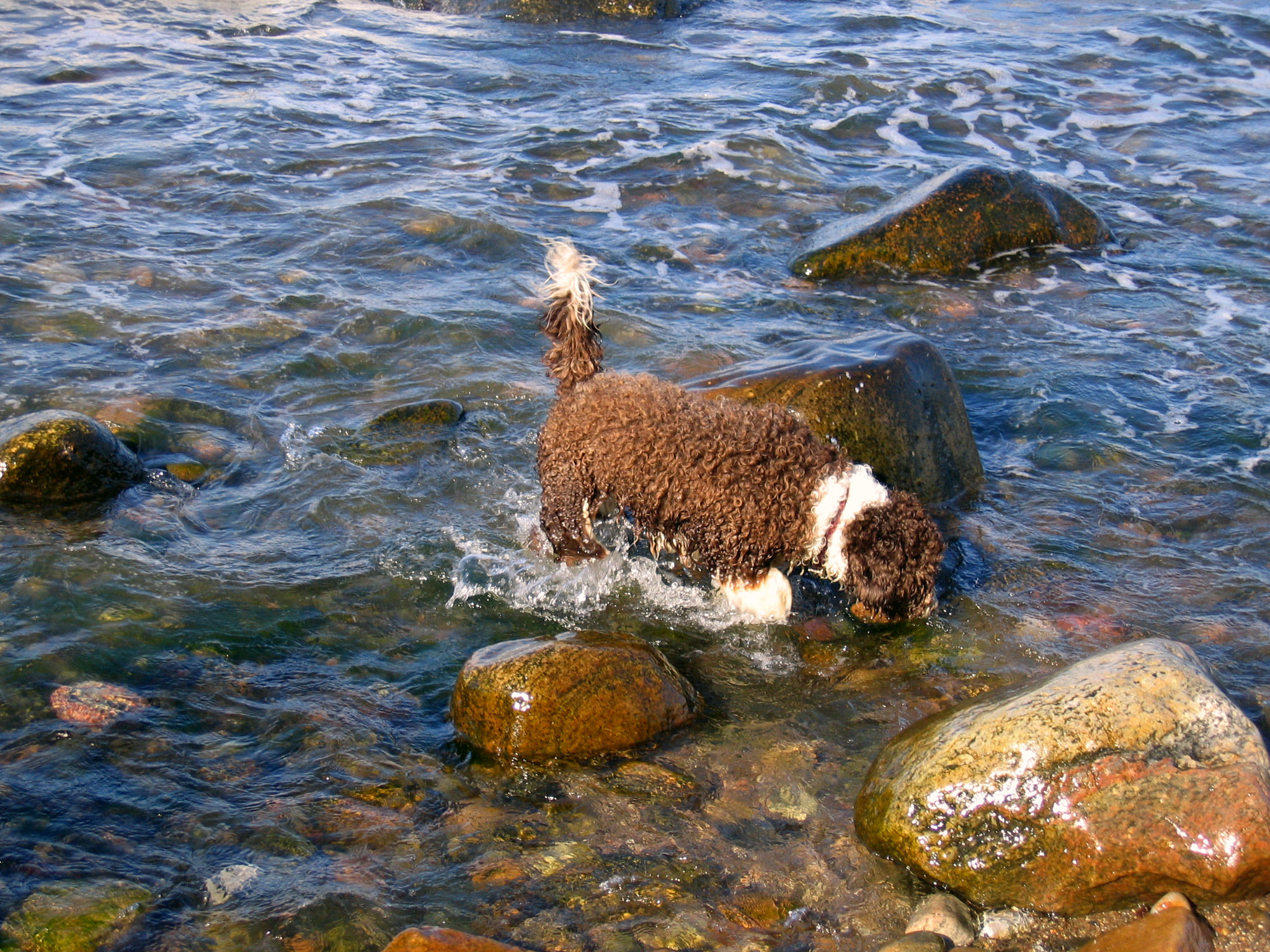
Una perra de agua española bañandose

No se recomienda afeitar a este tipo de perros, pero sí recortarle el pelo, sobre todo en los meses de calor.
Pierde muy poco pelo, por lo que su mantenimiento es fácil y el manto le protege de las condiciones climáticas. 
Puede presentar los más variados colores, del blanco al negro, pasando por el marrón (claro y oscuro), tanto unicolor como bicolor a manchas. Como curiosidad, cuando nacen suelen presentar unos colores, pero estos pueden ir cambiando según crecen. Se suelen utilizar para el cobro de aves en zonas pantanosas y marinas. Es un perro de trabajo versátil con instintos para el pastoreo, la caza y la guarda. Demuestra una inteligencia asombrosa y un carácter bien equilibrado.
La importancia de esta raza es tal, que incluso se cree que pueda ser origen de una gran variedad de sub-razas de perros de agua europeos.

#### Historia del perro de agua español
Los orígenes del Perro de Agua Español no se conocen con certeza; sin embargo, existen dos teorías que parecen dar respuesta a su posible procedencia.
Los hay que afirman que la raza hizo su entrada en España gracias a los barcos turcos que llegaban a nuestras costas por el comercio de ganado, entre finales del siglo XVII y principios del XIX. Puede que como consecuencia, la raza también sea conocida como “Turco”, en honor a sus orígenes.
Otras teorías postulan que llegó a al-Ándalus durante la invasión islámica de la península ibérica, para luego continuar su extensión hacia Europa Occidental.
Gracias a su capacidad para adaptarse a todo tipo de ambientes y su fortaleza, demostró ser el perro idóneo para el trabajo en las montañas en Cádiz y los montes de Málaga. A su vez, la destreza para manejarse en el agua le hizo especialmente útil para el remolque de los barcos a la costa en los numerosos puertos de al-Ándalus.
Su extensión por la Península, le hizo llegar hasta Extremadura (donde adoptó la denominación de “Churrino”) e incluso, el norte de España. Allí, continuó con las labores antes mencionadas, además de colaborar con los pescadores en el manejo de las redes.
Con respecto a su consideración en registros oficiales, en 1982 la Real Sociedad Canina de España abrió el primer registro de la raza, y más adelante, en 1999 fue aceptada por la Federación Cinológica Internacional (FCI).

#### Datos curiosos, tips y otros del perro de agua español
Se suele llevar bastante bien con otros animales, aunque con las personas desconocidas puede ser desconfiado. Sin embargo, no es agresivo. Es obediente y no dará ningún problema durante su educación, ya que además es listo y despierto, por lo que aprenderá las órdenes con facilidad.
El perro de agua español es un perro atlético, junto con su naturaleza entusiasta y dura, que le permiten ejercer un gran número de tareas diarias. Se trata también de un perro obediente, activo, valiente y equilibrado. Este perro tiene unos instintos de guarda y caza bien desarrollados por lo que pueden ser utilizados y entrenados como perro guardián y protector de la casa. La socialización desde cachorro también le permite al perro de agua español cohabitar con niños pequeños.
El perro de agua español tiene una longevidad relativamente buena alcanzando a ser de 10 a 14 años.
Es un animal que necesita un nivel de actividad alto, debería salir a la calle entre 3 y 4 veces al día y una de ellas tiene que estar dedicada a jugar para que el asocie de forma natural la actividad a una hora del día y no nos encontremos a la hora de dormir con un perro hiperactivo.
Su carácter juguetón y alegre es otro de los grandes puntos a su favor, si lo adoptas con la finalidad de que sea únicamente perro de compañía.Eso sí, antes de tomar esa decisión piensa que este perro precisa desarrollar bastante actividad física en el exterior si no quieres que pierda buena parte de su encanto, volviéndose perezoso y poco constante, dado el aburrimiento al que da lugar el inconveniente sedentarismo. Siempre que lo mantengas activo, el perro de aguas va a mostrarse como un compañero gratificante y alegre.
Como casi todos los perros de trabajo, se convierte en “perro de un solo dueño”, es decir que sienta fijación por uno de los integrantes del núcleo familiar en concreto, al que considerará su “jefe” y de quién acatará las órdenes.Dicha fijación comienza desde muy temprana edad, es el momento ideal para el aprendizaje del perro de agua.

#### Cuidados, Salud y Bienestar animal del perro de agua español
A pesar de la fortaleza de la raza, el PDAE es propenso a padecer algunas enfermedades como la displasia de cadera, la enfermedad del almacenamiento o algunas afecciones oculares como la atrofia progresiva de retina, la displasia ocular o las cataratas.
Además, dado el crecimiento del pelo de los canales auditivos, puede sufrir diversas infecciones en los mismos.
La correcta higiene bucodental de tu perro es el siguiente aspecto que incide en su salud. Resulta sorprendente descubrir la cantidad de enfermedades que podemos asociar a un mantenimiento incorrecto de su boca.
El primer síntoma que debes observar es la aparición de sarro en su dentadura. Prevenirlo pasa por acostumbrar a tu perro de agua desde cachorro al cepillado periódico de dientes, un hábito que no suele ser de su agrado pero que asume mejor si ha sido una constante en su vida.
Una óptima limpieza bucal hará que tu perro no sufra dolencias del estilo de la enfermedad periodontal que de no ser atajada a tiempo, puede destruir el sostén del diente, es decir el hueso alveolar, lo que daría lugar a la pérdida del diente y, por si esto fuera poco, a la debilidad mandibular que a veces desemboca hasta en fracturas.
Además, los especialistas advierten que el cepillado dental es muy importante en la medida que habría una relación entre el grado de suciedad de la boca y determinados problemas renales, cardíacos y hepáticos.
Si quieres que el cuerpo de tu perro de agua lo agradezca, aliméntalo correctamente. Los canes de una cierta envergadura necesitan de una alimentación que cubra todas sus necesidades nutricionales. Ofrécele a tu PDAE una alimentación completa para razas tan activas como la suya.

### Poodle o Caniche
La raza Caniche o Poodle, a pesar de estar incluida en el Grupo IX (Perros de compañía), sección segunda, es un perro de agua, tanto por su características físicas como por el uso que tuvo en el pasado y para el que fue seleccionada.
Según la clasificación de la Federación Cinológica Internacional, los perros de agua están incluidos en el Grupo VIII, sección 3ª.